# Huà Shān
Der Huà Shān (chinesisch 華山 / 华山) ist einer der fünf heiligen Berge in der Provinz Shaanxi in der Nähe der Kreisstadt Huayin der Volksrepublik China.
Das Gebirgsmassiv ist wegen seiner steilen, malerischen Felswände und seiner gefährlichen Steige auf die Gipfel berühmt. Mehrere Gipfel bis 2155 m sind durch Bergpfade miteinander verbunden. Entlang der Pfade befinden sich Klöster, Pagoden, Tempel, Brücken und Tore.
Im alten chinesischen Weltbild, das das Reich der Mitte als Quadrat betrachtete, verkörpert das Hua-Shan-Gebirgsmassiv den westlichen Eckberg.
Der Dongdao-Tempel, einer der 21 wichtigsten daoistischen Tempel auf der Liste des chinesischen Staatsrates, befindet sich im Hua Shan.

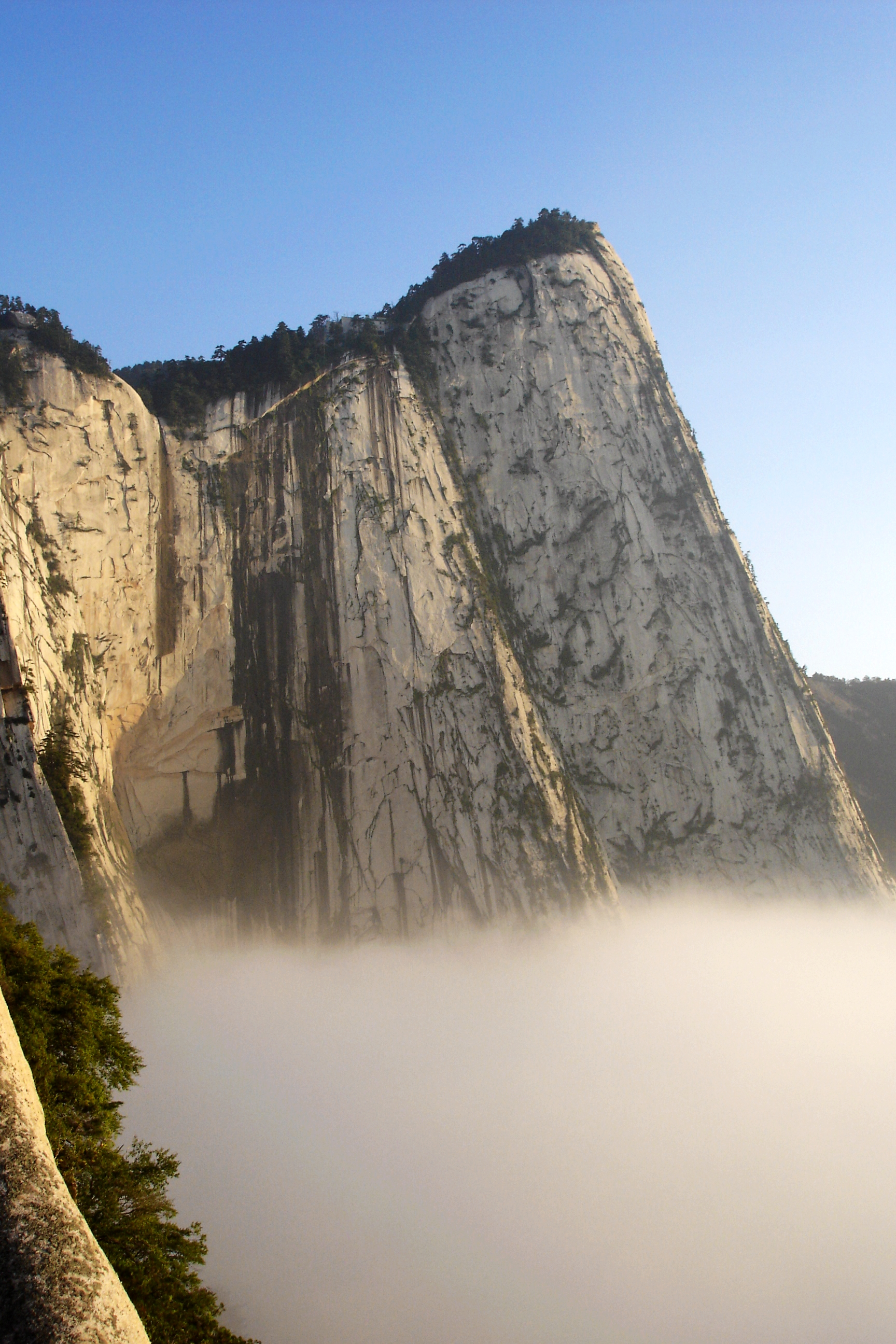
Westgipfel
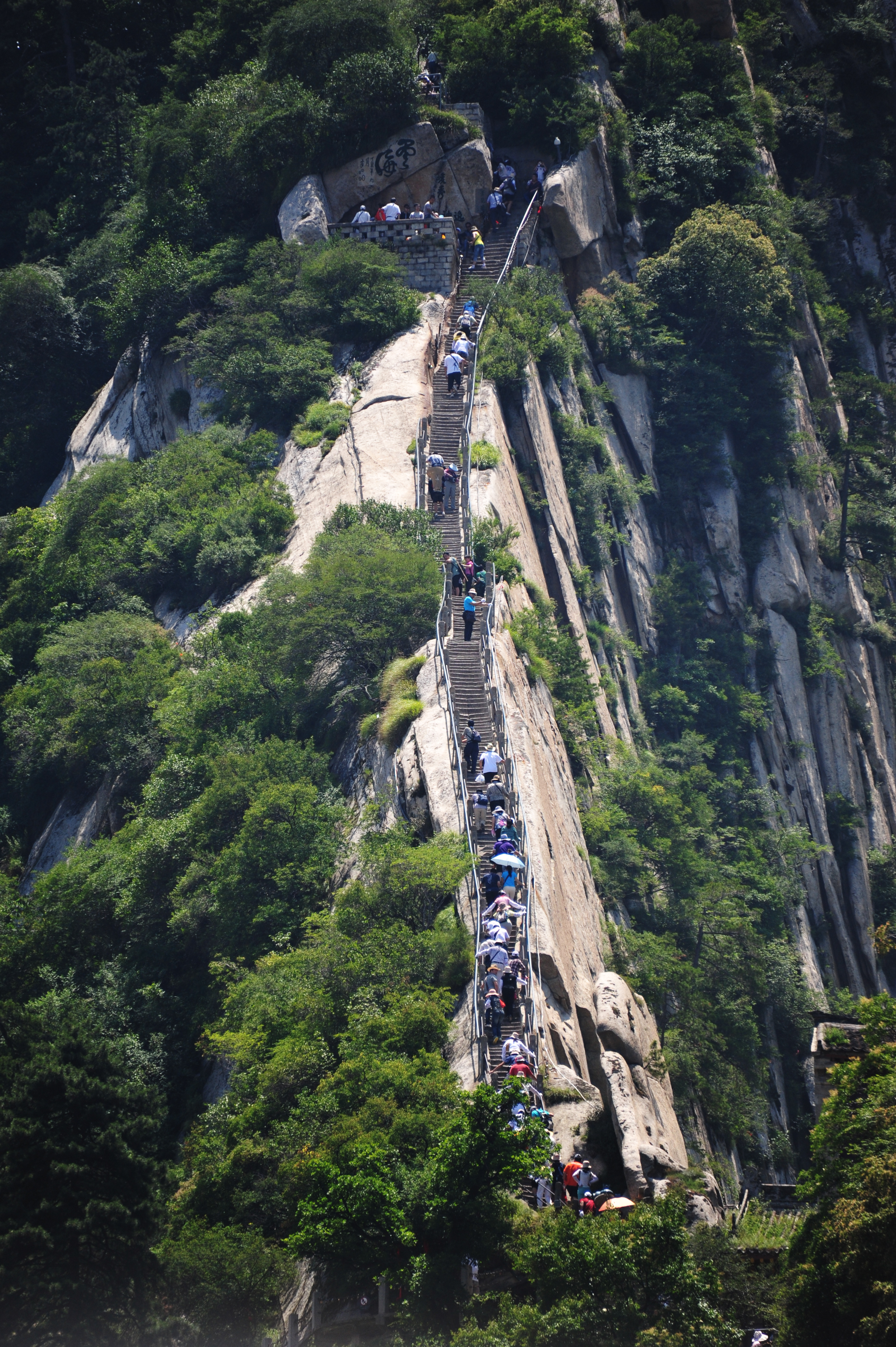
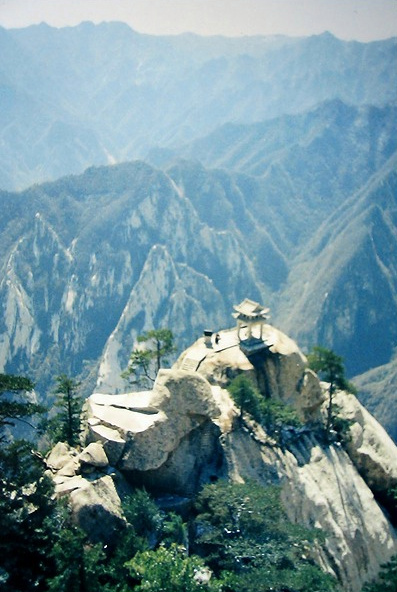
Der Schachpavillon, von der Spitze des Ostgipfels aus
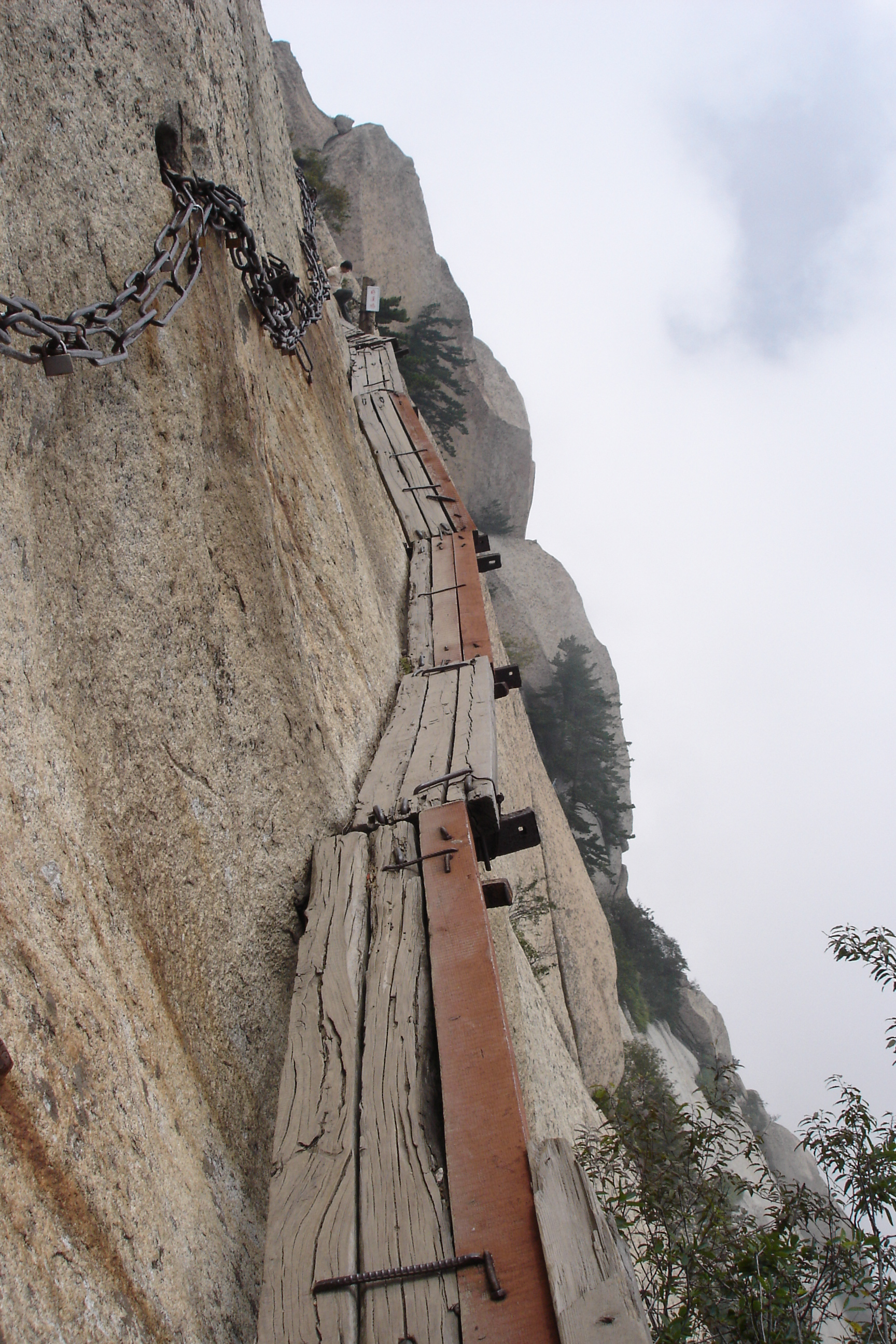
Weg auf Holzbrettern